# Mexico op de Olympische Zomerspelen 1996
Mexico nam deel aan de Olympische Zomerspelen 1996 in Atlanta, Verenigde Staten.

## Medailleoverzicht
| Sport    | Olympiër        | Onderdeel             | Medaille |
| -------- | --------------- | --------------------- | -------- |
| Atletiek | Bernardo Segura | 20km snelwandelen (m) | Brons    |

## Deelnemers en resultaten

### Atletiek
| Olympiër               | Discipline            | Resultaat | Prestatie                                          |
| ---------------------- | --------------------- | --------- | -------------------------------------------------- |
| Alejandro Cárdenas     | 400m (m)              | 19e       | serie 5: 3de in 45,85 kwartfinale 2: 5de in 45,33  |
| Armando Quintanilla    | 5000m (m)             | DNS       | serie 1: niet gestart                              |
| Martín Pitayo          | 10000m (m)            | 40e       | serie 1: 19de in 30.32,20                          |
| Armando Quintanilla    | 10000m (m)            | 11e       | serie 2: 8ste in 28.27,28 finale: 11de in 28.09,46 |
| Dionicio Cerón         | marathon (m)          | 15e       | 2:16.48                                            |
| Benjamín Paredes       | marathon (m)          | 8e        | 2:14.55                                            |
| Germán Silva           | marathon (m)          | 6e        | 2:14.29                                            |
| Daniel García          | 20km snelwandelen (m) | 19e       | 1:24.10                                            |
| Miguel Ángel Rodríguez | 20km snelwandelen (m) | DSQ       | gediskwalificeerd                                  |
| Bernardo Segura        | 20km snelwandelen (m) | Brons     | 1:20.23                                            |
| Daniel García          | 50km snelwandelen (m) | 44e       | 4:19.00                                            |
| Germán Sánchez         | 50km snelwandelen (m) | 18e       | 3:57.47                                            |
| Ignacio Zamudio        | 50km snelwandelen (m) | 6e        | 3:46.07                                            |
|                        |                       |           |                                                    |
| María del Carmen Díaz  | marathon (v)          | 33e       | 2:37.14                                            |
| Adriana Fernández      | marathon (v)          | 51e       | 2:44.23                                            |
| Guadaloupe Loma        | marathon (v)          | 43e       | 2:41.56                                            |
| Graciela Mendoza       | 10km snelwandelen (v) | 18e       | 45.13                                              |

### Boksen
| Olympiër             | Discipline  | Resultaat | Prestatie                                                         |
| -------------------- | ----------- | --------- | ----------------------------------------------------------------- |
| Jesús Martínez       | -48kg (m)   | 9e        | 1ste ronde: W van MAS Biki: 15-4 2de ronde: V van INA Masara: 1-8 |
| Martín Castillo      | -51kg (m)   | 17e       | 1ste ronde: V van GER Lunka: 7-13                                 |
| Samuel Álvarez       | -54kg (m)   | 17e       | 1ste ronde: V van ROU Olteanu: scheidsrechterlijke beslissing     |
| Francisco Martínez   | -60kg (m)   | 17e       | 1ste ronde: V van CAN Strange: 1-15                               |
| Carlos Martínez      | -63,5kg (m) | 17e       | 1ste ronde: V van KAZ Niyazymbetov: 3-25                          |
| Jesús Flores         | -67kg (m)   | 17e       | 1ste ronde: V van PAK Baloch: 7-12                                |
| Juan Pablo López     | -75kg (m)   | 17e       | 1ste ronde: V van HUN Erdei: scheidsrechterlijke beslissing       |
| Julio César González | -81kg (m)   | 17e       | 1ste ronde: V van KAZ Jirov: scheidsrechterlijke beslissing       |

### Boogschieten
| Olympiër        | Discipline      | Resultaat | Prestatie |
| --------------- | --------------- | --------- | --- |
| Andrés Anchondo | individueel (m) | 16e       | plaatsingsronde: 29ste met 653 punten 1ste ronde: W van EST Kivilo: 158-157 2de ronde: W van KAZ Shikarev: 156-154 3de ronde: V van FRA Torres: 158-159 |
| Adolfo González | individueel (m) | 51e       | plaatsingsronde: 52ste met 636 punten 1ste ronde: V van JPN Yamamoto: 154-155                                                                           |
|                 |                 |           | |
| Marisol Bretón  | individueel (v) | 18e       | plaatsingsronde: 29ste met 638 punten 1ste ronde: W van ITA Di Blasi: 142-139 2de ronde: V van KOR Kim: 157-158                                         |

### Judo
| Olympiër         | Discipline | Resultaat | Prestatie |
| ---------------- | ---------- | --------- | --- |
| Ricardo Acuña    | -60kg (m)  | 9e        | 1ste ronde: W van AUS Power 2de ronde: W van AZE Huseynov 3de ronde: V van ITA Giovinazzo herkansingen: V van GEO Vazagshvili |
| Arturo Gutiérrez | -95kg (m)  | 21e       | 1ste ronde: V van CAN Morgan                                                                                                  |

### Kanovaren
| Olympiër                                             | Discipline   | Resultaat | Prestatie                                                                              |
| ---------------------------------------------------- | ------------ | --------- | -------------------------------------------------------------------------------------- |
| Ralph Heinze Roberto Heinze                          | K-2 500m (m) | 21e       | serie 3: 4de in 1.36,918 herkansingen: 5de in 1.42,848                                 |
|                                                      |              |           |                                                                                        |
| Érika Durón                                          | K-1 500m (m) | 19e       | serie 2: 6de in 1.58,884 herkansingen: 6de in 2.02,847                                 |
| Renata Hernández Sandra Rojas                        | K-2 500m (m) | 18e       | serie 1: 7de in 1.51,252 herkansingen: 5de in 1.55,801 halve finale 2: 9de in 1.52,053 |
| Erika Duron Renata Hernández Sandra Rojas Itzel Reza | K-4 500m (m) | 14e       | serie 2: 8ste in 1.45,215 halve finale 2: 6de in 1.42,157                              |

### Moderne vijfkamp
| Olympiër           | Discipline | Resultaat | Prestatie   |
| ------------------ | ---------- | --------- | ----------- |
| Horacio de la Vega | mannen     | 23e       | 5182 punten |
| Sergio Salazar     | mannen     | 9e        | 5387 punten |

### Paardensport
| Olympiër                                                  | Discipline  | Resultaat | Prestatie                                                                                           |
| Dressuur                                                  | Dressuur    | Dressuur  | Dressuur                                                                                            |
| --------------------------------------------------------- | ----------- | --------- | --------------------------------------------------------------------------------------------------- |
| Joaquin Orth                                              | individueel | 39e       | Grand Prix Test: 39ste met 60,72%                                                                   |
| Springconcours                                            |             |           | |
| Antonio Chedraui                                          | individueel | 50e       | kwalificatie: 50ste met 32,00 strafpunten                                                           |
| Jaime Guerra                                              | individueel | 26e       | kwalificatie: 26ste met 17,50 strafpunten                                                           |
| José Madariaga                                            | individueel | 54e       | kwalificatie: 54ste met 36,75 strafpunten                                                           |
| Alfonso Romo                                              | individueel | 39e       | kwalificatie: 60ste met 47,75 strafpunten                                                           |
| Antonio Chedraui Jaime Guerra José Madariaga Alfonso Romo | team        | 14e       | 1ste ronde: 17de met 41,50 strafpunten 2de ronde: 11de met 20 strafpunten totaal: 61,50 strafpunten |

### Roeien
| Olympiër                         | Discipline             | Resultaat | Prestatie                                                                     |
| -------------------------------- | ---------------------- | --------- | ----------------------------------------------------------------------------- |
| Ana Sofía Soberanes Andrea Boltz | lichte dubbel-twee (v) | 14e       | serie 3: 5de in 8.00,92 herkansingen: 3de in 7.18,31 finale C: 2de in 7.46,57 |

### Schietsport
| Olympiër            | Discipline | Resultaat | Prestatie                                  |
| ------------------- | ---------- | --------- | ------------------------------------------ |
| Alejandro Fernández | trap (m)   | 31e       | kwalificatie: 31ste met 118 punten (72-46) |

### Schoonspringen
| Olympiër           | Discipline    | Resultaat | Prestatie                                                                                             |
| ------------------ | ------------- | --------- | --- |
| Fernando Platas    | 3m plank (m)  | 8e        | voorronde: 8ste met 382,83 punten halve finale: 8ste met 600,45 punten finale: 8ste met 619,98 punten |
| Joel Rodríguez     | 3m plank (m)  | 30e       | voorronde: 30ste met 296,91 punten                                                                    |
| Alberto Acosta     | 10m toren (m) | 8e        | voorronde: 22ste met 322,47 punten                                                                    |
| Fernando Platas    | 10m toren (m) | 7e        | voorronde: 8ste met 392,31 punten halve finale: 7de met 570,21 punten finale: 7de met 603,03 punten   |
|                    |               |           | |
| María José Alcalá  | 3m plank (v)  | 13e       | voorronde: 12de met 257,01 punten halve finale: 12de met 450,63 punten                                |
| María Elena Romero | 3m plank (v)  | 17e       | voorronde: 13de met 252,84 punten finale: 17de met 440,19 punten                                      |
| María José Alcalá  | 10 toren (v)  | 17e       | voorronde: 13de met 252,36 punten halve finale: 17de met 400,35 punten                                |

### Synchroonzwemmen
| Olympiër | Discipline | Resultaat | Prestatie     |
| --- | ---------- | --------- | ------------- |
| Olivia González Wendy Aguilar Aline Reich Ingrid Reich Lilián Leal Patricia Vila Berenice Guzmán Ariadna Medina Érika Leal Ramírez | team       | 8e        | 93,836 punten |

### Tafeltennis
| Olympiër        | Discipline    | Resultaat | Prestatie                                                                      |
| --------------- | ------------- | --------- | ------------------------------------------------------------------------------ |
| Guillermo Muñoz | enkelspel (m) | 49e       | groep E: 4de V van GER Roßkopf: 0-2 V van HKG Lo: 0-2 V van JPN Shibutani: 0-2 |

### Tennis
| Olympiër                        | Discipline     | Resultaat | Prestatie                                                                             |
| ------------------------------- | -------------- | --------- | ------------------------------------------------------------------------------------- |
| Alejandro Hernández             | enkelspel (m)  | 33e       | 1ste ronde: V van NOR Ruud: 3-6, 6-2, 6-8                                             |
| Óscar Ortiz                     | enkelspel (m)  | 17e       | 1ste ronde: W van ROU Pescariu: 6-2, 6-2 2de ronde: V van ITA Gaudenzi: 1-6, 6-7(5)   |
| Alejandro Hernández Óscar Ortiz | dubbelspel (m) | 17e       | 1ste ronde: V van USA Agassi/Washington: 3-6, 6-4, 4-6                                |
|                                 |                |           |                                                                                       |
| Angélica Gavaldón               | enkelspel (v)  | 17e       | 1ste ronde: W van GRE Papadáki: 6-1, 3-6, 6-2 2de ronde: V van ARG Sabatini: 4-6, 0-6 |

### Voetbal
| Olympiër | Discipline | Resultaat | Prestatie                                                                                              |
| --- | ---------- | --------- | --- |
| Oswaldo Sánchez Claudio Suárez David Oteo Germán Villa Duilio Davino Raúl Lara Rafael García Manuel Sol Jorge Campos Luis García Cuauhtémoc Blanco Francisco Sánchez Pável Pardo Edson Alvarado Jesús Arellano Enrique Alfaro Francisco Palencia José Manuel Abundis | mannen     | 7e        | groep C: 1ste W van Italië: 1-0 G van Zuid-Korea: 0-0 G van Ghana: 1-1 kwartfinale: V van Nigeria: 0-2 |

| Groep C |            |             |             |             |             |            |            |            |        |
| #       | Land       | Wedstrijden | Wedstrijden | Wedstrijden | Wedstrijden | Doelpunten | Doelpunten | Doelpunten | Punten |
| #       | Land       | G           | W           | G           | V           | V          | T          | Saldo      | Punten |
| 1       | Mexico     | 3           | 1           | 2           | 0           | 2          | 1          | +1         | 5      |
| 2       | Ghana      | 3           | 1           | 1           | 1           | 4          | 4          | 0          | 4      |
| 3       | Zuid-Korea | 3           | 1           | 1           | 1           | 2          | 2          | 0          | 4      |
| 4       | Italië     | 3           | 1           | 0           | 2           | 4          | 5          | -1         | 3      |

| Ronde       | Datum         | Plaats | Land | Score      | Land |
| ----------- | ------------- | ------ | ---- | ---------- | ---- |
| Groepsfase  |               |        |      |            |      |
| 21 juli     | Birmingham    | Mexico | 1-0  | Italië     |      |
| 23 juli     | Birmingham    | Mexico | 0-0  | Zuid-Korea |      |
| 25 juli     | Washington DC | Mexico | 1-1  | Ghana      |      |
| Kwartfinale |               |        |      |            |      |
| 28 juli     | Birmingham    | Mexico | 2-0  | Nigeria    |      |

### Volleybal
| Olympiër                   | Discipline | Resultaat | Prestatie                                                                                 |
| -------------------------- | ---------- | --------- | ----------------------------------------------------------------------------------------- |
| Mayra Huerta Velia Eguiluz | beach (v)  | 17e       | 1ste ronde: V van FRA Lesage/Prawerman: 11-15 herkansingen: V van INA Kaize/Rahayu: 11-15 |

### Wielersport
| Olympiër         | Discipline       | Resultaat | Prestatie                    |
| Baan             | Baan             | Baan      | Baan                         |
| ---------------- | ---------------- | --------- | ---------------------------- |
| Marco Zaragoza   | puntenkoers (m)  | DNF       | niet gefinisht               |
|                  |                  |           |                              |
| Nancy Contreras  | sprint (v)       | 14e       | kwalificatie: 14de in 11,992 |
| Belem Guerrero   | puntenkoers (v)  | 11e       | 4 punten                     |
| Weg              |                  |           |                              |
| Jesús Zárate     | tijdrit (m)      | 30e       | 1:11.42                      |
| Irving Aguilar   | wegwedstrijd (m) | 116e      | 5:05.39                      |
| Eduardo Graciano | wegwedstrijd (m) | 71e       | 4:56.49                      |
| Domingo González | wegwedstrijd (m) | DNF       | niet gefinisht               |
| Adán Juárez      | wegwedstrijd (m) | DNF       | niet gefinisht               |
| Eduardo Uribe    | wegwedstrijd (m) | 90e       | 4:56.51                      |

### Worstelen
| Olympiër            | Discipline  | Resultaat   | Prestatie |
| Vrije stijl         | Vrije stijl | Vrije stijl | Vrije stijl                                                                                                   |
| ------------------- | ----------- | ----------- | --- |
| Filiberto Fernández | -48kg (m)   | 17e         | 1ste ronde: vrij 2de ronde: V van CUB Vila: 0-11 herkansingen: V van RUS Orujov: 0-10                         |
| Víctor Rodríguez    | -52kg (m)   | 18e         | 1ste ronde: V van BUL Yordanov: 0-10 herkansingen: V van ALG Kedjaouer: 0-2                                   |
| Felipe Guzmán       | -74kg (m)   | 2e          | 1ste ronde: V van JPN Ota: 0-11 herkansingen: V van HUN Ritter: 0-12                                          |
| Grieks-Romeins      |             |             | |
| Enrique Aguilar     | -48kg (m)   | 17e         | 1ste ronde: V van TUR Özdemir: 0-11 herkansingen: V van JPN Kado: 0-10                                        |
| Armando Fernández   | -57kg (m)   | 14e         | 1ste ronde: V van GER Yıldız: 0-12 herkansingen: W van POR Maia: 7-3 herkansingen 2: V van JPN Nishimi´: 0-12 |
| Rodolfo Hernández   | -74kg (m)   | 18e         | 1ste ronde: V van USA Morgan: 0-10 herkansingen: V van KAZ Baiseitov: 0-6                                     |
| Guillermo Díaz      | -130kg (m)  | 18e         | 1ste ronde: V van GRE Poikilidis: 0-10 herkansingen: V van TJK Dgvareli: 2-4                                  |

### Zeilen
| Olympiër        | Discipline  | Resultaat | Prestatie                                        |
| --------------- | ----------- | --------- | ------------------------------------------------ |
| Pedro Silveira  | mistral (m) | 34e       | 204,0 punten: (33-35-35-28-19-32-31-31-30)       |
|                 |             |           |                                                  |
| Antonio Goeters | laser       | 33e       | 265,0 punten: (34-38-42-30-43-36-17-24-23-33-30) |

### Zwemmen
| Olympiër       | Discipline           | Resultaat | Prestatie               |
| -------------- | -------------------- | --------- | ----------------------- |
| Carlos Arena   | 100m rugslag (m)     | 29e       | serie 4: 6de in 57,40   |
| Carlos Arena   | 200m rugslag (m)     | 30e       | serie 2: 4de in 2.05,96 |
| Jesús González | 100m vlinderslag (m) | 29e       | serie 5: 4de in 54,94   |
| Jesús González | 200m vlinderslag (m) | DNS       | serie 2: niet gestart   |

Afghanistan · Albanië · Algerije · Amerikaanse Maagdeneilanden · Amerikaans-Samoa · Andorra · Angola · Antigua‑Barbuda · Argentinië · Armenië · Aruba · Australië · Azerbeidzjan · Bahama's · Bahrein · Bangladesh · Barbados · België · Belize · Benin · Bermuda · Bhutan · Bolivia · Bosnië en Herzegovina · Botswana · Brazilië · Britse Maagdeneilanden · Brunei · Bulgarije · Burkina Faso · Burundi · Cambodja · Canada · Centraal-Afrikaanse Republiek · Chili · China · Chinees Taipei · Colombia · Comoren · Congo-Brazzaville · Cookeilanden · Costa Rica · Cuba · Cyprus · Denemarken · Djibouti · Dominica · Dominicaanse Republiek · Duitsland · Ecuador · Egypte · El Salvador · Equatoriaal-Guinea · Estland · Ethiopië · Fiji · Filipijnen · Finland · Frankrijk · Gabon · Gambia · Georgië · Ghana · Grenada · Griekenland · Groot-Brittannië · Guam · Guatemala · Guinee · Guinee-Bissau · Guyana · Haïti · Honduras · Hongarije · Hongkong · Ierland · IJsland · India · Indonesië · Irak · Iran · Israël · Italië · Ivoorkust · Jamaica · Japan · Jemen · Joegoslavië · Jordanië · Kaaimaneilanden · Kaapverdië · Kameroen · Kazachstan · Kenia · Kirgizië · Koeweit · Kroatië · Laos · Lesotho · Letland · Libanon · Liberia · Libië · Liechtenstein · Litouwen · Luxemburg ·  Macedonië · Madagaskar · Malawi · Malediven · Maleisië · Mali · Malta · Marokko · Mauritanië · Mauritius · Mexico · Moldavië · Monaco · Mongolië · Mozambique · Myanmar · Namibië · Nauru · Nederland · Nederlandse Antillen · Nepal · Nicaragua · Nieuw-Zeeland · Niger · Nigeria · Noord-Korea · Noorwegen · Oeganda · Oekraïne · Oezbekistan · Oman · Oostenrijk · Pakistan · Palestina · Panama · Papoea-Nieuw-Guinea · Paraguay · Peru · Polen · Portugal · Puerto Rico · Qatar · Roemenië · Rusland · Rwanda · Saint Kitts en Nevis · Saint Lucia · Saint Vincent en Grenadines · Salomonseilanden · Samoa · San Marino · Sao Tomé en Principe · Saoedi-Arabië · Senegal · Seychellen · Sierra Leone · Singapore · Slovenië · Slowakije · Soedan · Somalië · Spanje · Sri Lanka · Suriname · Swaziland · Syrië · Tadzjikistan · Tanzania · Thailand · Togo · Tonga · Trinidad en Tobago · Tsjaad · Tsjechië · Tunesië · Turkije · Turkmenistan · Uruguay · Vanuatu · Venezuela · Verenigde Arabische Emiraten · Verenigde Staten · Vietnam · Wit-Rusland · Zaïre · Zambia · Zimbabwe · Zuid-Afrika · Zuid-Korea · Zweden · Zwitserland